# Grande Prêmio Ciclista de Gemenc
O Grande Prêmio Ciclista de Gemenc (oficialmente: GP Cycliste de Gemenc) é uma corrida de ciclismo de vários dias que se disputa em Szekszárd (condado de Tolna, Hungria) e seus arredores. Toma seu nome dos bosques de Gemenc.
Começou-se a disputar em 1975 como amador e em 2002 ascendeu à categoria 2.6 (máxima categoria amador) por isso a maioria de seus ganhadores têm sido húngaros. Desde a criação dos Circuitos Continentais da UCI em 2005 ascendeu ao profissionalismo fazendo parte do UCI Europe Tour, dentro da categoria 2.2 (última categoria do profissionalismo). No entanto, desde o 2010 voltou a disputar-se como corrida amador. Depois de celebrar-se tradicionalmente no mês de julho em 2012 mudou as suas datas correndo no final do mês de maio. Em 2017 voltou a fazer parte do UCI Europe Tour dentro da categoria 2.2.
Tradicionalmente sempre se disputou em três etapas (às vezes uma delas prólogo), a maioria delas com início e final em Szekszárd.
Desde o ano 2019 disputam-se duas provas de um dia

## Palmarés

### Corrida por etapas
Em amarelo: edição amador.
| Ano  | Ganhador            | Segundo                | Terceiro            |
| ---- | ------------------- | ---------------------- | ------------------- |
| 1975 | Gyorgy Szuromi      |                        |                     |
| 1976 | Andras Takacs       |                        |                     |
| 1977 | Laszlo Halasz       |                        |                     |
| 1978 | Tamas Csatho        |                        |                     |
| 1979 | Zoltan Halasz       |                        |                     |
| 1980 | Andreas Neuer       |                        |                     |
| 1981 | Laszlo Halasz       |                        |                     |
| 1982 | Pavel Galik         |                        |                     |
| 1983 | Zoltan Halasz       |                        |                     |
| 1984 | Kurto Konrad        |                        |                     |
| 1985 | Vojtech Breska      |                        |                     |
| 1986 | Jörg Windorf        |                        |                     |
| 1987 | Rajko Cubric        |                        |                     |
| 1988 | Olaf Ludwig         |                        |                     |
| 1989 | Steffen Rein        |                        |                     |
| 1990 | Anton Novosad       |                        |                     |
| 1991 | Csaba Steig         |                        |                     |
| 1992 | Csaba Steig         |                        |                     |
| 1993 | Melansek Iztok      |                        |                     |
| 1994 | Kurt Konrad         |                        |                     |
| 1995 | Jan Zilovec         |                        |                     |
| 1996 | Enrico Poitschke    |                        |                     |
| 1997 | David Sipocz        |                        |                     |
| 1998 | Saccucci Tartisio   |                        |                     |
| 1999 | Arvai Attila        |                        |                     |
| 2000 | Remak Zoltan        |                        |                     |
| 2001 | Arato David         |                        |                     |
| 2002 | Arato David         | Róbert Glajza          | Robert Nagy         |
| 2003 | Varvarouk Anatoly   | Alexei Nakazny         | Tamás Lengyel       |
| 2004 | Zoltán Remák        | Aurel Vig              | Anatolij Varvaruk   |
| 2005 | Martin Prázdnovský  | Anatolij Varvaruk      | Stanislav Kozubek   |
| 2006 | Martin Prázdnovský  | Miroslav Keliar        | Maroš Kováč         |
| 2007 | Sander Oostlander   | Péter Kusztor          | Evgeni Gerganov     |
| 2008 | Davide Torosantucci | Zoltán Madaras         | Gašper Švab         |
| 2009 | Žolt Der            | Matej Jurčou           | Matija Kvasina      |
| 2010 | Gergely Ivanics     | Balász Szórádi         | Zoltán Vígh         |
| 2011 | Zoltán Csomor       | Walter Gaston Trillini | Mike Smith          |
| 2012 | Gianluca Mengardo   | Zoltán Vígh            | Stanislav Bérěs     |
| 2013 | Rida Cador          | Žolt Der               | Patrik Tybor        |
| 2014 | Marko Danilović     | Giacomo Gallio         | Marco Maronese      |
| 2015 | Maroš Kováč         | Andrei Nechita         | Emanuel Kišerlovski |
| 2016 | Rok Korošec         | Krisztián Lovassy      | Filippo Tagliani    |
| 2017 | Filippo Tagliani    | Péter Kusztor          | Jodok Salzmann      |
| 2018 | Rok Korošec         | Michael Kukrle         | Nicolae Tanovitchii |

### Grande Prêmio de Gemenc I
| Ano  | Ganhador      | Segundo    | Terceiro          |
| ---- | ------------- | ---------- | ----------------- |
| 2019 | Attila Valter | Paolo Totò | Niccolò Salvietti |

### Grande Prêmio de Gemenc II
| Ano  | Ganhador      | Segundo       | Terceiro      |
| ---- | ------------- | ------------- | ------------- |
| 2019 | János Pelikán | Attila Valter | Ivan Centrone |

## Palmarés por países
| País                      | Vitórias |
| ------------------------- | -------- |
| Hungria                   | 14       |
| Tchecoslováquia e Chéquia | 7        |
| Alemanha                  | 5        |
| Eslováquia                | 5        |
| Itália                    | 5        |
| Eslovênia                 | 3        |
| Países Baixos             | 2        |
| Sérvia                    | 2        |
| Ucrânia                   | 1        |

| País    | Vitórias |
| ------- | -------- |
| Hungria | 1        |

| País    | Vitórias |
| ------- | -------- |
| Hungria | 1        |